# Lázaro Vargas
Lázaro Vargas (Ciudad de La Habana, Cuba, 18 de enero de 1964) es un exjugador de béisbol que participó durante 22 temporadas con Industriales en la Serie Nacional del béisbol cubano y fue integrante de la Selección de béisbol de Cuba durante varios años. Fue campeón nacional en cuatro ocasiones con Industriales y campeón olímpico en Barcelona 1992  y Atlanta 1996.

## Biografía
Actuó durante 22 temporadas con Industriales, convirtiéndose en uno de los principales jugadores de todos los tiempos en el béisbol capitalino. Logró titularse en la Serie Nacional en las temporadas 1985-86, 1991-92, 1995-96 y 2002-03. Fue el líder en hits en las temporadas de 1983-84 y 1985-86, liderando también las carreras anotadas en esta última campaña. Desde 1985 hasta 1995 ostentó el récord de más partidos consecutivos bateando de hit con 31, marca que fue superada por el santiaguero Rey Isaac.
Al momento de su retiro mostraba un average de .317 con 1,064 carreras impulsadas y 108 jonrones. Además, se ubicaba entre los 10 primeros de por vida en varios departamentos ofensivos: hits (2,132), comparecencias al bate (7,968), veces al bate (6,731) y bases por bolas (983).
En el Equipo Cuba coincidió en tiempo y posición con Omar Linares, por lo que en ocasiones se encontraba un espacio para él en la selección como bateador designado, primera base o emergente. En los Juegos Olímpicos de Barcelona 1992, se convirtió en el primer jugador de la historia del béisbol olímpico en lograr una escalera (sencillo, doble, triple y jonrón) en un partido, precisamente en el juego por la medalla de oro contra China Taipéi. En total, Vargas ganaría dos veces la medalla de oro en Juegos Olímpicos (Barcelona 1992 y Atlanta 1996), igualmente lograría el título en dos Juegos Panamericanos (Indianápolis 1987 y La Habana 1991), dos Juegos Centroamericanos y del Caribe (Santiago de los Caballeros 1986 y Ponce 1993) y tres Copas Intercontinentales (La Habana 1987, Puerto Rico 1989 y Barcelona 1991).